# Mury (Lied)
Mury (Mauern) ist ein vom polnischen Sänger Jacek Kaczmarski im Jahr 1978 verfasstes Lied. Es erlangte besondere Bekanntheit durch die Solidarność-Bewegung. Die Melodie wurde vom Lied L'estaca des katalanischen Sänger Lluís Llach übernommen, eines der bekanntesten Lieder der katalanischen Nova Cançó.

## Geschichte von Mury
Mury ist eines von Kaczmarskis bekanntesten Liedern. Es wurde zum Symbol der Opposition in der Volksrepublik Polen und wurde bei Demonstrationen, Versammlungen Oppositioneller und bei Streiks in den 1980er Jahren gesungen.
Kaczmarski verfasste das Lied zur Melodie von L'Estaca, nachdem er die Aufnahme von einem Freund erhalten hatte. Ironischerweise war es durchaus auch Kaczmarskis Absicht, gewisse Aspekte von sozialen Bewegungen zu kritisieren, die manchmal Werke von Künstlern – wie Lieder – für ihre eigenen Zwecke einsetzen. Der Refrain von Mury – Wyrwij murom zęby krat! – wurde zum Radiosignal von Radio Solidarność. Bei der Verwendung für politische Zwecke ging oft unter, dass der Schluss des Lieds eher pessimistisch ist – A mury rosły, rosły (die Mauern wachsen weiter).
Desillusioniert durch die Repressionen von Solidarność durch den Staat, verfasste Kaczmarski im Jahr 1987 das Lied "'Mury '87'" zur selben Melodie, wobei der Liedtext auf die Notwendigkeit von Aktionen, die über Singen und Hoffen hinausgehen, verwies.
2005 wurde Mury durch Jean Michel Jarre zusammen mit dem Chor der Universität Danzig und der Baltischen Philharmonie an einem Konzert zum 25. Jahrestag von Solidarność aufgeführt.
Im Jahr 2010 wurde Mury in einer belarussischen Version im Zuge der Großdemonstration in Minsk im Anschluss an die Präsidentschaftswahl in Belarus 2010 angestimmt. Die Übersetzung ins Belarussische stammt von Andrej Chadanowitsch, der das Lied auch persönlich anstimmte auf dem Unabhängigkeitsplatz in Minsk. 2014 organisierte Chadanowitsch eine Tonaufzeichnung.
Im Jahr 2020 erlangte das Lied neue Bekanntheit, als das Lied vom – später verhafteten – Präsidentschaftskandidaten Sjarhej Zichanouski aufgezeichnet wurde zusammen mit der Gruppe Kosmas. Daraufhin wurde das Lied auch zur Hymne im Wahlkampf der Präsidentschaftskandidatin Swjatlana Zichanouskaja, Zichanouskis Frau.